# Mycomya tumida
Mycomya tumida es una especie de mosquito del género Mycomya, familia Mycetophilidae, orden Diptera.

## Distribución
Se distribuye por Europa: Noruega, Reino Unido, Finlandia, Suecia, Estonia, Eslovaquia e Irlanda.

## Taxonomía
Fue descrita por Winnertz en 1864.
Tratamiento taxonómico
La especie aparece registrada y publicada en Beitrag zu einer Monographie der Pilzmücken. Abh. Zool.-Bot. Ges. Wien 13: 637-964, 4 pls.